# Paraplagiomus
Paraplagiomus – rodzaj chrząszczy z rodziny kózkowatych. 

## Zasięg występowania
Przedstawiciele tego rodzaju występują w Afryce Subsaharyjskiej od Kenii na płn. po Namibię i Malawi na płd.

## Systematyka
Do Paraplagiomus należą 2 gatunki:
- Paraplagiomus namibianus
- Paraplagiomus tragiscoides